# Lijst van Eurocommissarissen voor Regionaal Beleid
De functie van Europees commissaris voor Regionaal Beleid is sinds het aantreden van de commissie-Rey (juli 1967) een functie binnen de Europese Commissie. De commissaris is onder meer verantwoordelijk voor het Europees Fonds voor Regionale Ontwikkeling. In de Commissie-Von der Leyen (2019-2024) viel het departement “Regionaal beleid en stadsontwikkeling” onder de verantwoordelijkheid van een “Commissaris voor Cohesie en Hervormingen”.

## Commissarissen
|  | Naam                | Lidstaat            | Nationale partij | Periode   | Commissies           |
|  | ------------------- | ------------------- | ---------------- | --------- | -------------------- |
|  | Hans von der Gröben | Duitsland           | CDU              | 1967-1970 | Rey                  |
|  | Albert Borschette   | Luxemburg           | Onafhankelijk    | 1970-1973 | Malfatti Mansholt    |
|  | George Thomson      | Verenigd Koninkrijk | Labour Party     | 1973-1977 | Ortoli               |
|  | Antonio Giolitti    | Italië              | PSI              | 1977-1985 | Jenkins Thorn        |
|  | Grigoris Varfis     | Griekenland         | PASOK            | 1985-1986 | Delors I             |
|  | Geen commissaris    |                     |                  | 1986-1989 | Delors I             |
|  | Bruce Millan        | Verenigd Koninkrijk | Labour Party     | 1989-1995 | Delors II Delors III |
|  | Monika Wulf-Mathies | Duitsland           | SPD              | 1995-1999 | Santer               |
|  | Michel Barnier      | Frankrijk           | UMP              | 1999-2004 | Prodi                |
|  | Jacques Barrot      | Frankrijk           | UMP              | 2004      | Prodi                |
|  | Danuta Hübner       | Polen               | Onafhankelijk    | 2004-2009 | Barroso I            |
|  | Pawel Samecki       | Polen               | Onafhankelijk    | 2009-2010 | Barroso I            |
|  | Johannes Hahn       | Oostenrijk          | OVP              | 2010-2014 | Barroso II           |
|  | Corina Crețu        | Roemenië            | PSD              | 2014-2019 | Juncker              |
|  | Elisa Ferreira      | Portugal            | PS               | 2019-     | Von der Leyen        |

## Trivia
- Europees Fonds voor Regionale Ontwikkeling (EFRO)